# Alhassan Yusuf
Alhassan Yusuf (Kano, 18 juli 2000) is een Nigeriaans voetballer, die doorgaans speelt als aanvallende middenvelder. Yusuf werd in juli 2018 door IFK Göteborg overgenomen van FC Hearts Abuja waar hij in de zomer van 2021 werd weggeplukt door Royal Antwerp FC.

## Clubcarrière
Yusuf doorliep de jeugdreeksen van FC Hearts Abuja. In juli 2018 werd hij overgenomen door IFK Göteborg. Op 22 oktober 2018 maakte hij zijn debuut op het hoogste Zweedse niveau. Een minuut voor tijd kwam hij Giorgi Kharaishvili vervangen in de uitwedstrijd tegen IF Brommapojkarna die met 0−2 werd gewonnen.

### R. Antwerp F.C.
In de zomer van 2021 werd Yusuf overgenomen door Royal Antwerp FC, waarna hij op 8 augustus 2021 zijn debuut maakte tijdens een uitwedstrijd tegen R. Standard CL. Een sterk debuterende Yusuf maakte onmiddellijk indruk met zijn loopvermogen en lag reeds in zijn zesde speelminuut voor 'The Great Old' aan de basis van een doelpunt.

## Clubstatistieken
| Seizoen | Club             | Land            | Competitie      | Competitie | Competitie | Beker | Beker | Internationaal | Internationaal | Totaal | Totaal |
| Seizoen | Club             | Land            | Competitie      | Wed.       | Dlp.       | Wed.  | Dlp.  | Wed.           | Dlp.           | Wed.   | Dlp.   |
| ------- | ---------------- | --------------- | --------------- | ---------- | ---------- | ----- | ----- | -------------- | -------------- | ------ | ------ |
| 2018    | IFK Göteborg     | Vlag van Zweden | Allsvenskan     | 1          | 0          | 0     | 0     | —              | —              | 1      | 0      |
| 2019    | IFK Göteborg     | Vlag van Zweden | Allsvenskan     | 26         | 2          | 0     | 0     | —              | —              | 26     | 2      |
| 2020    | IFK Göteborg     | Vlag van Zweden | Allsvenskan     | 29         | 0          | 7     | 0     | —              | —              | 36     | 0      |
| 2021    | IFK Göteborg     | Vlag van Zweden | Allsvenskan     | 10         | 0          | 3     | 0     | 1              | 0              | 14     | 0      |
| 2021/22 | Royal Antwerp FC | Vlag van België | Eerste klasse A | 32         | 1          | 1     | 0     | 4              | 0              | 37     | 1      |
| 2022/23 | Royal Antwerp FC | Vlag van België | Eerste klasse A | 17         | 0          | 1     | 0     | 6              | 0              | 24     | 0      |
| Totaal  | Totaal           | Totaal          | Totaal          | 115        | 3          | 12    | 0     | 11             | 0              | 138    | 3      |

Bijgewerkt op 8 januari 2023.

## Erelijst
| Eerste klasse A    | 1x | 2022/23 |
| Beker van België   | 1x | 2022/23 |
| Belgische Supercup | 1x | 2023    |